# 鳳凰優悅
鳳凰優悅廣播有限公司（英語：Phoenix U Radio Limited），是鳳凰衛視集團旗下的一家香港數碼廣播電台，於2010年9月24日成立，2012年1月18日啟播。鳳凰URadio有两條頻道綜合台與音樂台，皆以漢語普通話播出，立足香港，並覆蓋整個中國內地與全球華人。
2015年9月18日，鳳凰衞視宣布，因財政問題向香港特別行政區政府交還鳳凰優悅URadio數碼廣播牌照，9月28日起只會重播節目。同年11月3日，行政長官會同行政會議（行會）批准，由11月7日起終止鳳凰優悅URadio數碼廣播牌照，同時電台停播。

## 频道
| 頻道組別編號 | 頻道名稱 | 頻道描述                                       | 廣播制式 | 啟播日期      | 收听地区 | 相關連結                 |
| 22           | 綜合台   | 普通话綜合頻道，播放時事、財經、生活、娛樂節目 | 數碼廣播 | 2012年1月18日 | 香港     | 官方网站 節目表 網上收聽 |
| 26           | 音樂台   | 播放华語音乐及資訊                             | 數碼廣播 | 2012年12月5日 | 香港     | 官方网站 節目表 網上收聽 |
| 28           | 生活台   | 以播放生活資訊節目為主                         | 數碼廣播 | 未有啟播      | 香港     |                          |

## 歷史
- 2009年11月11日，鳳凰廣播有限公司（鳳凰優悅廣播前身）在香港註冊成立，是由鳳凰衛視下轄公司鳳凰衛視集團全資擁有的公司，註冊辦事處位於大埔工業邨大景街2至6號[7]。
- 2011年12月21日，綜合台小范围試播。
- 2011年12月28日，綜合台开始試播。
- 2012年1月18日，綜合台正式啟播。
- 2012年10月18日，音乐台試播。
- 2012年12月5日，音樂台正式啟播。
- 2015年9月28日起，綜合台和音樂台只會重播以往節目，直至行會批准便會正式停播。
- 2015年11月6日深夜，綜合台和音樂台停播。

## 收听方式[8]
- 數碼收音機：香港地区22频道（綜合台）；26频道（音乐台）
- 網上收聽：可登录官网收听。
- 手機程式：可在Android的及Google Play搜尋「鳳凰FM」，免费下载收听。
- 手機程式：可在iPhone/iPad搜尋「鳳凰FM」，免费下载收听。亦可下載Podcast應用程式，收聽過往的電台節目。

## 主持人
- Fanny
- Benson-來自北京，香港著名節目主持人。曾經任職香港TVB娛樂新聞台，擔任主持。
- 王春雨
- 徐彥婷，來自江蘇無錫，雙子座，中国传媒大学出镜记者本科出身、中国传媒大学电视新闻学硕士。已婚，目前主持《优悦早新闻》、《环球财经》、《潮妈周刊》等節目。
- 韓盛偉，來自河北天津，獅子座，中國傳媒大學播音與主持藝術2004級本科出身。目前是鳳凰URadio綜合台主持人。
- 樊素，來自江西，射手座，武漢大學宗教學、新聞學雙學士出身、香港中文大學廣告學碩士。目前是鳳凰 URadio綜合台主持人，主持《3D話新聞》（新聞評論類）、《素描時光》（泛文化聲音週刊）等節目。
- 小婧，來自浙江杭州，雙子座，聲音細膩，目前主持《今晚不安婧》。
- 濤濤，來自湖南，金牛座，喜愛的電影《那些年，我們一起追的女孩》。
- 文杏，來自河南，摩羯座。
- 趙安安博士 （嘉賓主持）
- Rebecca（嘉賓主持）
- 陳圖安（Jacky），香港資深傳媒人，曾擔任衛視中文台製作經理， 新城電台997台長，亞洲電視製作資源總監，博愛醫院企業傳訊及籌幕總監，香港保良局企業傳訊部主管等。也曾於香港公開大學任客席講師教任Communication Skills，和為政商機構教授傳訊及公關技巧課程。

- - 王春雨及韓盛偉於電台停播後轉職到新聞部。

## 综合台节目[9]
- 3D话新闻
- 优乐馆
- 你的养生坊
- 优悦早新闻
- 环球财经
- 有话直说call-in
- 天下报报天下
- 娱乐大王牌
- 今晚不安婧
- 文杏时尚日记
- 恋上外星人
- 素描时光
- 安心SoulGood
- 天芳夜譚
- big ben生活大爆炸
- UMe一起讲
- 潮妈周刊
- 全媒體大開講（与中文台、欧洲台、美洲台及澳洲版同步）